# Bourdonné
Bourdonné es una comuna francesa situada en el departamento de Yvelines, en la región de Isla de Francia.

## Demografía
| 299 | 248 | 250 | 294 | 390 | 427 | 499 |
| Para los censos de 1962 a 1999 la población legal corresponde a la población sin duplicidades (Fuente: INSEE [Consultar]) |     |     |     |     |     |     |